# Pavel Caicedo
Pavel Caicedo (Pedro Carbo, Provincia del Guayas, Ecuador, 15 de junio de 1977) es un exfutbolista ecuatoriano. Toda su carrera se desempeñó como defensa central y su último club fue el Club Social y Deportivo Macará de la Serie A de Ecuador.

## Trayectoria
Pavel Caicedo llegó a Emelec en 1996 proveniente de un club llamado Nuevas Estrellas. En 1997 debutó en Primera División. En 1998 fue parte de la campaña publicitaria a un grupo de jóvenes que provenían de la cantera para rejuvenecer el primer plantel denominada "Los Extraterrestres" de Emelec, junto con otros juveniles como Iván Kaviedes, Moisés Candelario, Carlos Hidalgo, entre otros. 
En sus inicios jugaba de delantero, después pasó a ser utilizado en algunos casos como lateral derecho, hasta que debido a su contextura física y gran salto que posee comenzó a ser utilizado como defensa central. En Emelec fue campeón del fútbol ecuatoriano en el 2001 y 2002 y vicecampeón de la Copa Merconorte 2001. Con el equipo guayaquileño estuvo hasta el 2004 y al año siguiente pasó a El Nacional de Quito.
luego pasó al Deportivo Quito en la Segunda Etapa del Campeonato 2010, el 2011 pasa a Barcelona, luego a Macará.

## Clubes
| Club            | País    | Año       |
| --------------- | ------- | --------- |
| Emelec          | Ecuador | 1997-2004 |
| El Nacional     | Ecuador | 2005-2010 |
| Deportivo Quito | Ecuador | 2010-2011 |
| Barcelona SC    | Ecuador | 2011      |
| Macará          | Ecuador | 2012-     |

## Palmarés

### Campeonatos nacionales
| Título                        | Club        | País    | Año  |
| ----------------------------- | ----------- | ------- | ---- |
| Serie A de Ecuador            | Emelec      | Ecuador | 2001 |
| Serie A de Ecuador            | Emelec      | Ecuador | 2002 |
| Serie A de Ecuador (Clausura) | El Nacional | Ecuador | 2005 |
| Serie A de Ecuador            | El Nacional | Ecuador | 2006 |